# Zéphirin Camélinat
Zéphirin Camélinat, né le 14 septembre 1840 à Mailly-la-Ville (Yonne) et mort le 5 mars 1932 à Paris, est un syndicaliste et homme politique français.

## Biographie

### Carrière professionnelle

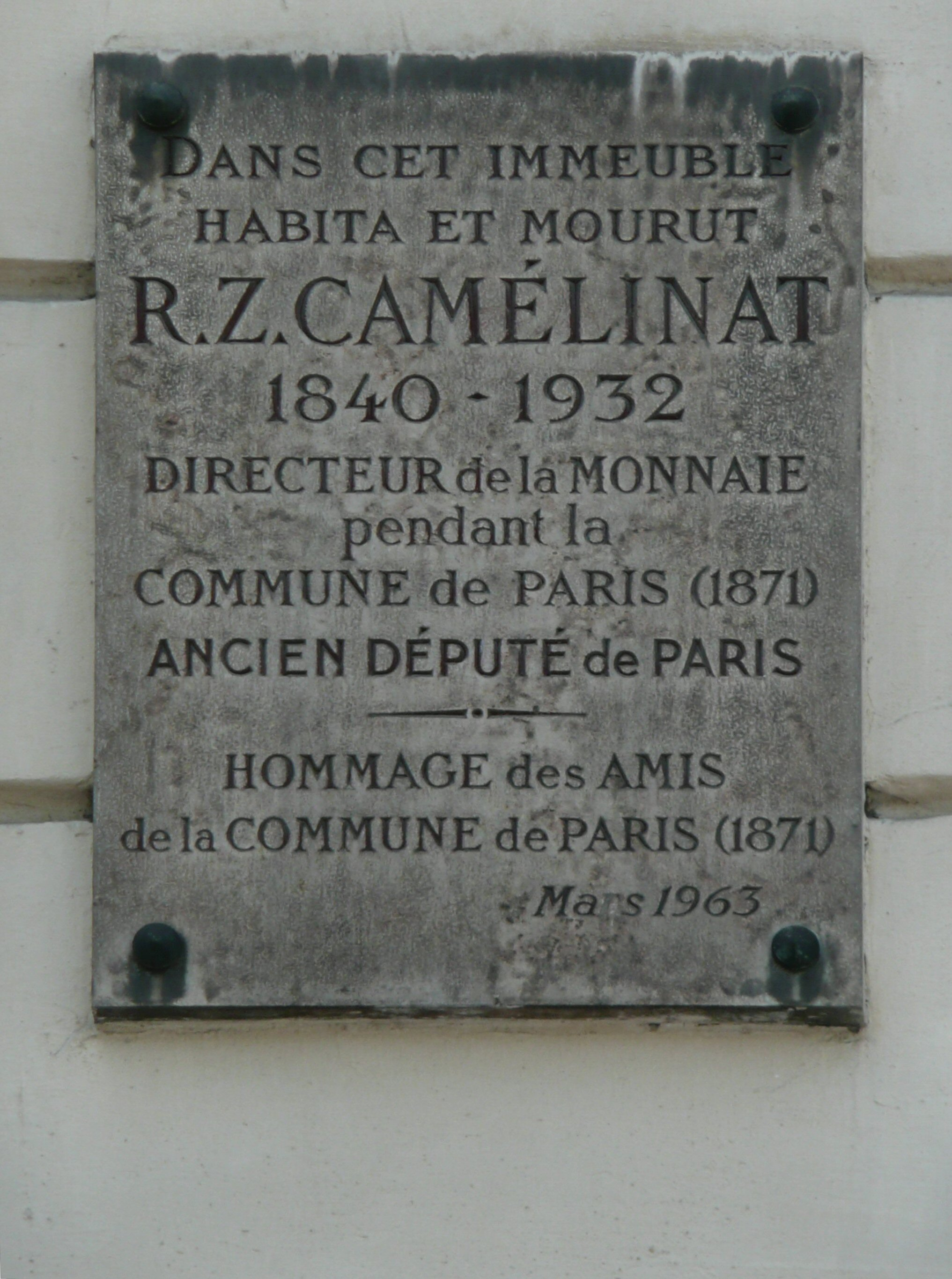
Plaque apposée sur la façade de l'immeuble sis 137 rue de Belleville à Paris dans le (angle avec la rue Lassus), habité par Zéphyrin Camélinat.

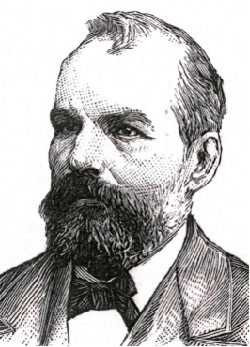
Zéphirin Camélinat, député (1885-1889).

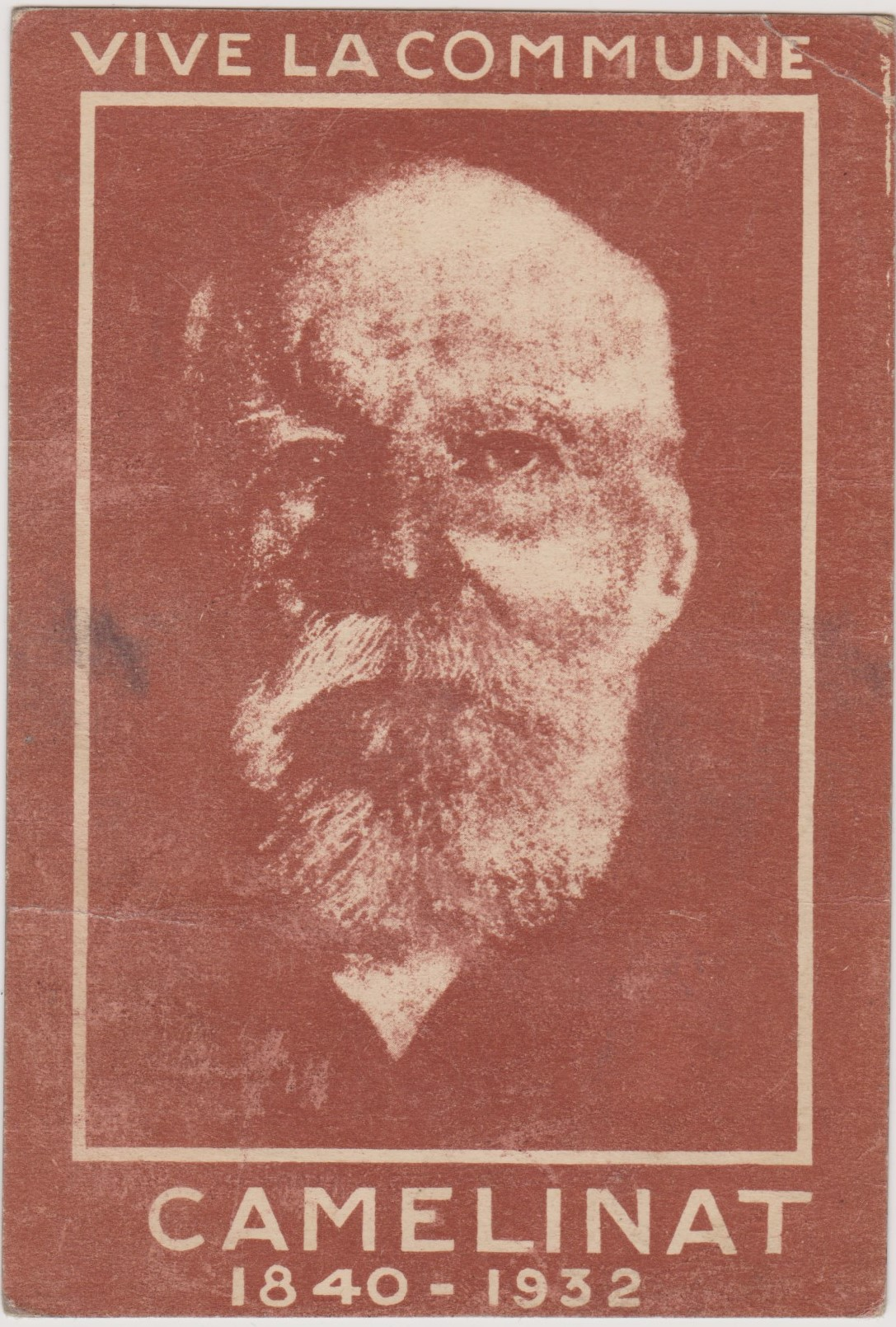
Carte postale éditée par le Parti communiste en 1932.

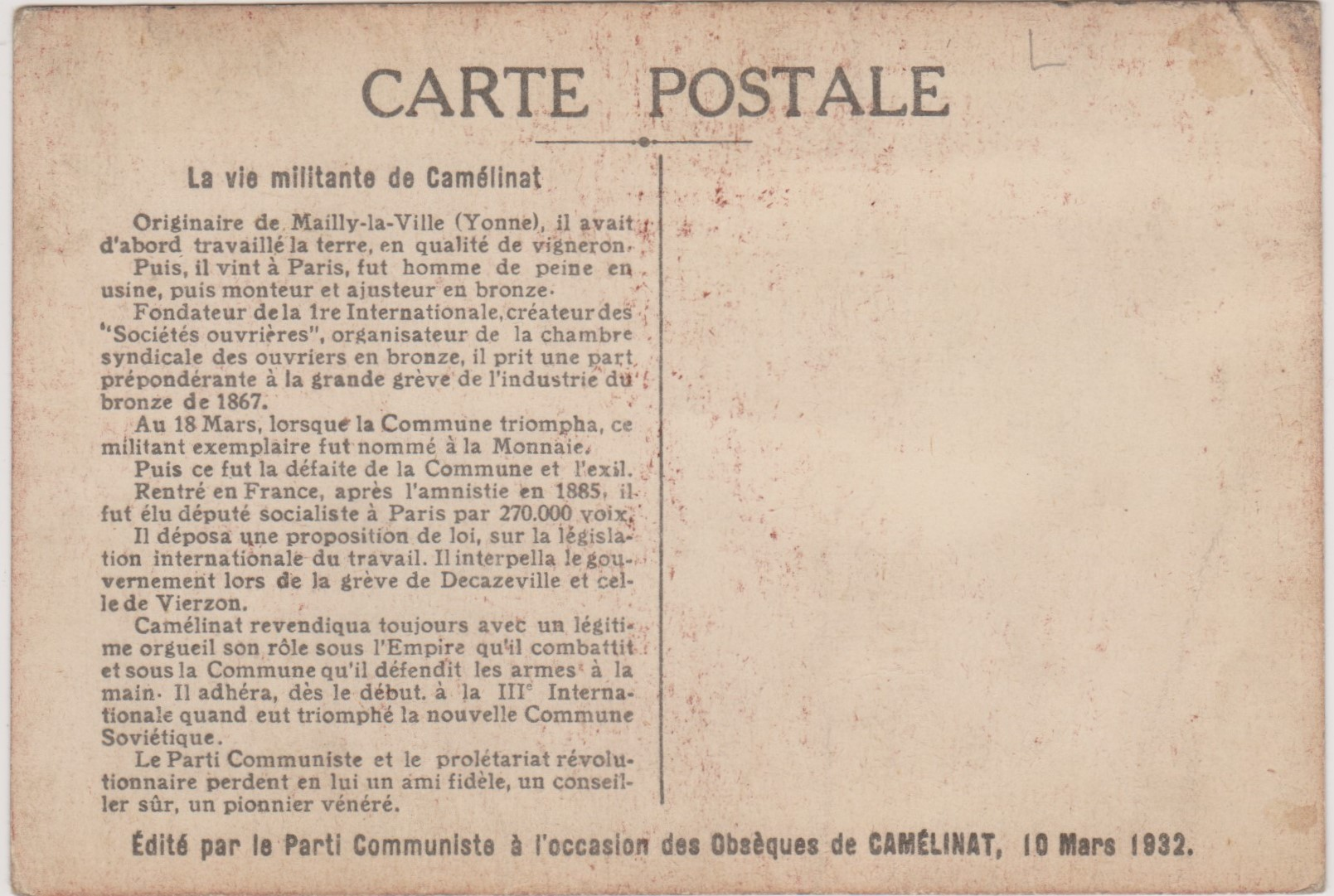
Verso de la carte postale éditée pour les obsèques de Camélinat.

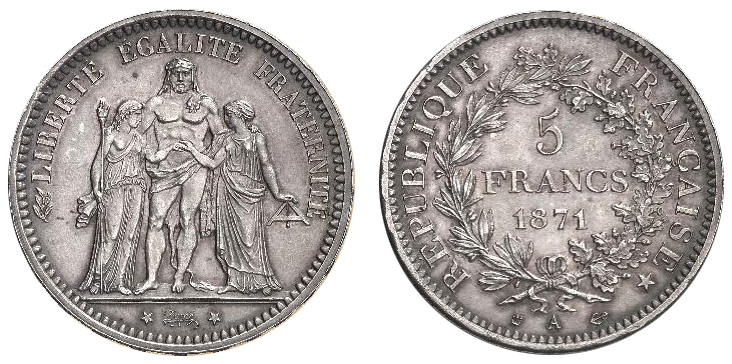
5 francs Camélinat (1871).

Né en 1840, fils d'un vigneron carrier tailleur de pierres surnommé Camélinat le rouge, Rémi Zéphirin Camélinat déménage à Paris à l'âge de 17 ans et travaille chez un fabricant de tubes de cuivre, puis comme ouvrier bronzier. Tout en se formant professionnellement (il suit des cours aux Arts-et-métiers et apprend l'anglais), il devient l'un des principaux dirigeants syndicaux des ouvriers du bronze, dont il anime, en 1867, une grève victorieuse. Reconnu professionnellement, il travaille durant cinq ans pour des entreprises qui participent à la construction et la décoration de l'Opéra Garnier à Paris,.
Lors de la Commune, en remplacement de Alfred Renouard de Bussierre parti le 21 mars 1871 à Versailles, Zéphirin Camélinat est nommé directeur de la Monnaie de Paris le 4 avril. Il réorganise l'entreprise et fait frapper, avec la fonte d'une partie de l'argenterie impériale récupérée dans les palais, des pièces de 5 francs au type Dupré, dites Hercule au trident, son différent de directeur de la monnaie étant un trident, lequel symbole remplace l'abeille, qui est celui de Bussierre. Une partie de ces pièces portent sur la tranche une nouvelle devise : « Travail, Garantie Nationale ».
Mises en circulation durant la courte période de la Commune, elles sont restées célèbres et recherchées jusqu'à aujourd'hui dans le monde de la numismatique. 256 410 exemplaires ont été frappés, mais seulement 76 013 ont été mis en circulation. On peut remarquer qu'il fut d'une honnêteté rigoureuse et que, lors de son départ pour l'exil, pas un sou n'a manqué dans les caisses ni une monnaie dans les collections.

### Parcours politique
Ami de Pierre-Joseph Proudhon, il est l'un des signataires du Manifeste des Soixante (1864). Fondateur de l'Association internationale des travailleurs (AIT), il participe, en 1866 à Genève au 1er congrès de celle-ci. Il est mobilisé pendant la guerre de 1870. Dès septembre 1870, il est un des membres actifs du Comité central républicain des Vingt arrondissements de Paris. Membre du conseil fédéral parisien de l'AIT, il prend part activement à la Commune.
Après l'épisode de la Monnaie, il participe aux derniers soubresauts de la Commune. Ainsi, Jules Vallès relate dans L'insurgé, le début de la journée du 27 mai 1871 :
« On est resté debout toute la nuit. À l'aube, Cournet, Theisz, Camélinat et moi, nous sommes redescendus vers Paris. La rue d'Angoulème tient encore. C'est le 209e, le bataillon dont Camélinat est le porte-drapeau, qui se défend là en désespéré. Quand ils ont vu le camarade arriver, ils lui ont payé une vraie tranche d'ovation. »
Il échappe à la répression versaillaise et doit s'exiler à Londres puis (en 1873) à Birmingham, où il exerce son métier. Condamné à la déportation par contumace en juillet 1872, il est gracié en 1879. De retour en France en 1880, il rejoint l'Alliance socialiste républicaine de Charles Longuet, gendre de Karl Marx. Il contribue à la renaissance du socialisme et participe à la formation de la SFIO. Redevenu dirigeant « syndical » des ouvriers bronziers, il organise, en octobre 1882, une grève de ceux-ci.
Député de la Seine (1885-1889), élu sur une liste de concentration républicaine, coalition de socialistes indépendants et de radicaux socialistes, comprenant notamment Georges Clemenceau, Stephen Pichon, et Henri Rochefort son élection est saluée comme « un grand événement » par Friedrich Engels. Camélinat obtient 269 093 suffrages sur 564 333 inscrits et 416 888 votants. Il se présente ainsi :
« Ancien militant de l'Internationale, ancien combattant de la Commune, je m'efforcerai d'être à la Chambre l'homme de mon passé communaliste et socialiste »
À la Chambre des députés, il siège à l'Extrême gauche, puis participe, en 1886, à la création du Groupe ouvrier, qui rassemble, à la fin de la législature, une vingtaine de députés. Il défend la révision de la Constitution dans un sens « républicain socialiste », l’indemnisation des accidents de travail, l'aide sociale pour les personnes handicapées, la limitation du travail des enfants, la séparation de l’Église et de l’État et la gratuité de la justice. Il soutient les mineurs de Decazeville en grève. Mais lors des élections de 1889, qui se déroulent au scrutin d'arrondissement, il est devancé dans le XXe arrondissement de Paris au 1er tour du scrutin par le possibiliste Jean-Baptiste Dumay, élu au 2e tour. Toujours « socialiste indépendant », il est de nouveau battu dans cette circonscription de Belleville-Saint-Fargeau, aux élections de 1893, par Victor Dejeante, un autre socialiste, présenté comme plus « révolutionnaire ».
En 1892, il participe au journal Le Cri du peuple.
Candidat socialiste indépendant à plusieurs élections législatives (dans le Nord, en 1898, dans l'Yonne en 1902 et 1906), ou municipales (à Paris) de 1893 à 1907, sans succès, il prend part au processus qui mène les diverses organisations se réclamant du socialisme vers l'unité. En 1900, après le congrès de celles-ci, tenu salle Japy à Paris (3-8 décembre 1899), il est l'un des 48 membres du Conseil général d'unité socialiste, où siègent Jean Allemane, Paul Brousse, Jules Guesde, Jean Jaurès, Édouard Vaillant.
Membre du Parti socialiste français en 1902, il participe à la création du Parti socialiste, unifié sous le nom de Section française de l'Internationale ouvrière (SFIO). Le 23 avril 1905, il préside la première séance du congrès d'unité socialiste, salle du Globe à Paris. Il devient le trésorier appointé du nouveau parti. En 1914, comme la majorité du parti, il approuve l'Union sacrée. Quittant son poste de trésorier en 1919, il se rallie aux majoritaires communistes du congrès de Tours en 1920, et favorise la naissance du communisme en France.
En 1921, il transmet celles des actions du journal L'Humanité (fondé par Jean Jaurès) qu'il détient personnellement (4), au Parti communiste (Section française de l'Internationale communiste). Il partage les 2 224 actions, qu'il possédait pour le compte du Parti socialiste, au prorata des suffrages obtenus par les protagonistes du congrès de Tours (70% - 30%). Mais contrairement à une histoire « officielle » longtemps sélective, ce n'est pas lui qui « apporte L'Humanité au Parti communiste ». Le choix décisif est le fait de l'administrateur du journal, l'ingénieur Philippe Landrieu, qui transmet intégralement aux majoritaires les 1 080 actions souscrites en 1907 par des partis socialistes étrangers. Landrieu est exclu du parti communiste en 1923 et n'est pas « ouvrier ». Le nom de « Camélinat-le-Communard » est alors, seul, mis en avant par son parti.
En juin 1924, à 84 ans, il devient le premier communiste à se présenter à une élection présidentielle en France. Lors de l’unique tour de scrutin, remporté par le radical Gaston Doumergue, il obtient 21 voix de parlementaires, soit 2,5 %. Ce score est inférieur au nombre de députés communistes (26) élus lors des élections législatives de mai 1924, cinq d'entre eux étant absents lors du vote.
Il se porte candidat à l’élection sénatoriale partielle du 5 avril 1925 dans le département de la Seine. Sa candidature est avant tout symbolique alors que se présente également l'ancien président de la République et figure de droite Alexandre Millerand : celui-ci l’emporte dès le premier tour, Zéphirin Camélinat arrivant en cinquième position avec 71 voix, soit 7 % des suffrages exprimés.
En 1922-1923, selon les conditions de Moscou, et comme André Marty le fait, les communistes doivent résilier leur affiliation à la franc-maçonnerie. Quant à lui, Camélinat, admis à la loge « Les Trinitaires » en 1889, était radié de cette loge depuis février 1914, pour défaut de paiement.
En 1929, il devient président de l'Association des anciens combattants et amis de la Commune de Paris.
Il participe à la première édition de la Fête de l'Humanité en 1930.
Sa longue vie et son parcours en font une figure tutélaire du Parti communiste jusqu'à sa mort, en 1932,. Ses obsèques, organisées et célébrées à Paris le 10 mars 1932 — avant son inhumation à Mailly-la-Ville trois jours après —, donnent lieu à un cortège militant imposant entre son domicile de Belleville et la Gare de Lyon. L'Humanité annonce le lendemain « 120 000 ouvriers dans la rue derrière Camélinat », chiffres sans doute exagérés, mais montrant une importante participation.

### Famille
Il vit hors mariage avec Zoé Angélina Garancher, ouvrière passementière, qui le rejoint en Angleterre, où elle meurt de phtisie, à Birmingham, âgée de 30 ans, le 10 septembre 1873. Le couple a six enfants : cinq naissent à Paris, une fille Aline, en mai 1865, un fils, Georges Zéphirin en mars 1866, une fille, enfant mort-né, en juillet 1867, un fils, Eugène, en août 1868, une fille, Georgette Eugénie, en septembre 1869 ; un autre fils, Albert, naît à Londres en 1872 mais ne vit que deux mois. Eugène, reste à Birmingham, lors du retour en France de son père, et y devient un industriel prospère.
Zéphirin Camélinat se marie le 1er août 1874 avec Emma Aston, une Anglaise née en France. Ils ont deux filles, nées à Birmingham, Zélie, en 1875, Berthe, en 1878, qui deviendront ouvrières de la haute-couture à Paris, servies par leur connaissance de la langue anglaise. Emma Aston meurt à Paris, à l'âge de 52 ans, le 26 janvier 1903.

## Réalisation
- 1871, pièce de 5 francs dite « Camélinat », en circulation en France à partir de 1871 ; thésaurisée après 1914.

## Hommages
Plusieurs villes de France ont donné le nom de Camélinat à une de leurs voies (rue, boulevard, avenue, allée, square), telles :
- Le Havre, Saint-Étienne,
- et en Île-de-France : Alfortville, Athis-Mons, Aulnay-sous-Bois, Bagnolet, Bezons, Le Blanc-Mesnil, Bois-d'Arcy, Gennevilliers, Goussainville, Malakoff, Montreuil, Mantes-la-Ville, Nanterre, Pierrefitte-sur-Seine, Rosny-sous-Bois, Saint-Denis, Savigny-sur-Orge, Sevran, Villejuif, Viry-Châtillon, Vitry-sur-Seine, etc.
- son village natal.

## En chanson
En 1887 Camélinat apparaît sous la plume du chansonnier Mac-Nab, au troisième couplet de sa célèbre chanson « Le Grand métingue du Métropolitain » :
« Y avait Basly, l'mineur indomptable,
Camélinat, l'orgueille du pays…
Ils sont grimpés tous deux sur une table,
Pour mettre la question sur le tapis. »

### Sources
- « Zéphirin Camélinat », dans Adolphe Robert et Gaston Cougny, Dictionnaire des parlementaires français, Edgar Bourloton, 1889-1891 [détail de l’édition]
- Sylvie Rémy, Jean, Jules, Prosper et les autres. Les socialistes indépendants en France à la fin du XIXe siècle, Presses universitaires du Septentrion, Villeneuve d'Ascq, 2011  (ISBN 978-2-7574-0182-8)
- Michel Cordillot, Aux origines du socialisme moderne. La première Internationale, la Commune de Paris, l'exil, éditions de l'Atelier, Paris, 2010, 252 p.,  (ISBN 978-2-7082-4096-4)
- (Direction Michel Cordillot) Zéphirin Camélinat (1840-1932) Une vie pour la sociale, ADIAMOS-89, Auxerre, 2004